# 오사후네 가나
오사후네 가나(일본어: 長船 加奈, 1989년 10월 16일 ~ )는 일본의 여자 축구 선수이다.

## 국가대표팀 경력
2008년 FIFA U-20 여자 월드컵에 출전했다.
그녀는 2010년 1월 13일 덴마크과의 경기에서 일본 국가대표팀에 데뷔했다. 2010년 동아시아 축구 선수권 대회 우승, 2010년 아시안 게임 금메달 획득에 기여. 그녀는 2015년까지 국제 A매치 통산 15경기에 출전, 2득점을 넣었다.

## 통계
| 일본 | 일본 | 일본 |
| 연도 | 출전 | 득점 |
| ---- | ---- | ---- |
| 2010 | 3    | 0    |
| 2011 | 0    | 0    |
| 2012 | 1    | 0    |
| 2013 | 4    | 0    |
| 2014 | 6    | 2    |
| 2015 | 1    | 0    |
| 통산 | 15   | 2    |